# Michael Sohn

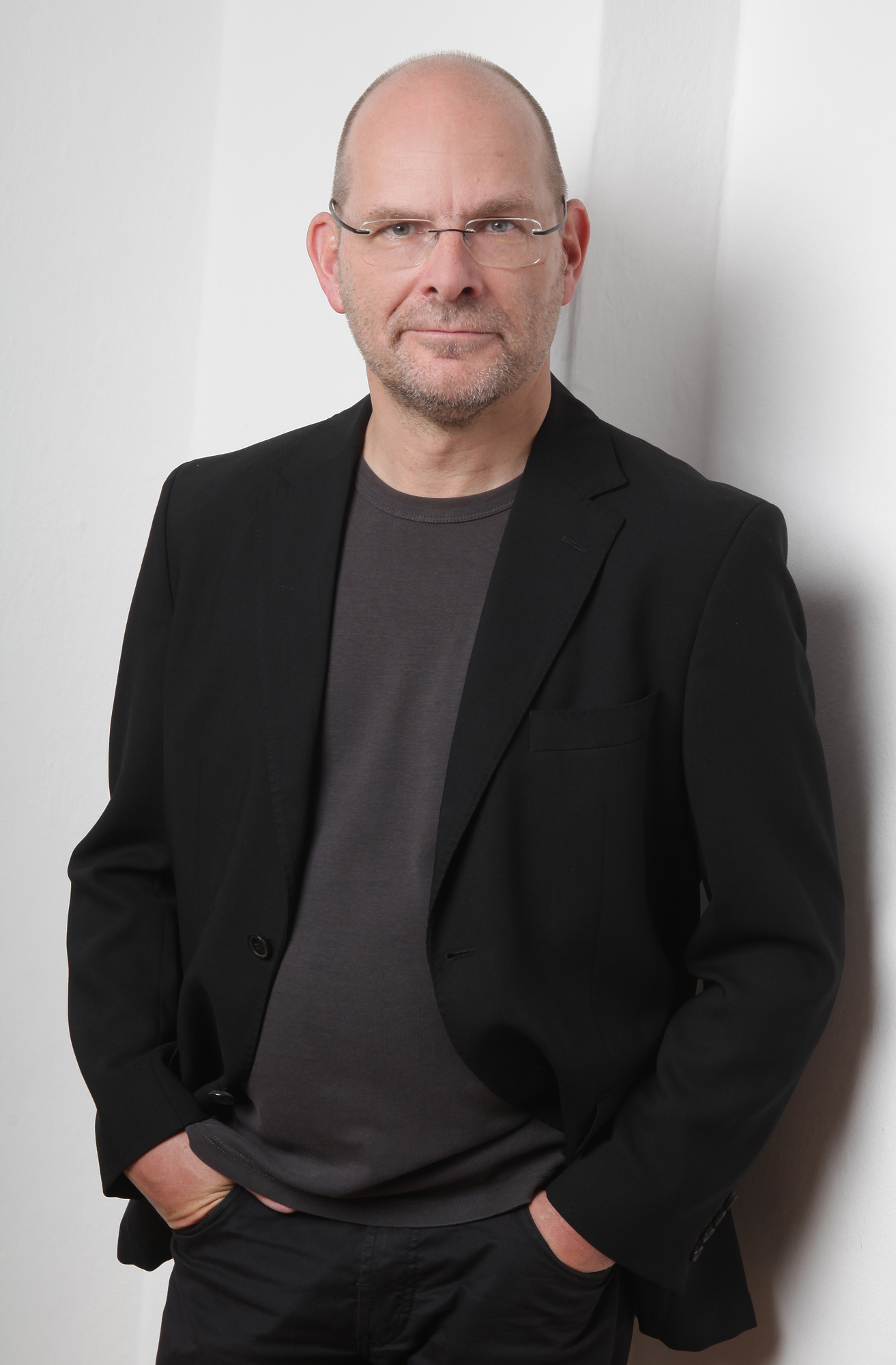
Michael Sohn, 2014

Michael Sohn (geboren 25. Oktober 1957 in Berlin) ist ein deutscher Industrie-Designer mit dem Schwerpunkt Schienenfahrzeuge.

## Leben
Aufgewachsen in Ostberlin, studierte Michael Sohn nach einer Ausbildung als Maschinenschlosser mit Abitur an der Kunsthochschule Berlin-Weißensee (KHB) von 1979 bis 1984 im Fachbereich Industrielle Formgestaltung unter Erich John, Alfred Hückler, Dietmar Palloks und Christa Petroff-Bohne. Nach dem Diplom war Sohn im Berliner Atelier des VEB Designprojekt beschäftigt und bearbeitete unterschiedliche Produkte vom Rasierapparat bis zur Landmaschine. Ab 1986 war er Mitglied der Berliner Sektionsleitung Formgestaltung/Kunsthandwerk des Verbandes Bildender Künstler der DDR (VBK).
Nach dem Fall der Mauer wechselte Michael Sohn 1990 zum Designteam der Firma Lokomotivbau Elektrotechnische Werke (LEW) in Hennigsdorf unter fachlicher Leitung von Lutz Gelbert. In den Folgejahren wechselte mehrfach die Eigentümerschaft des Unternehmens und firmierte als AEG (1992–1995), Adtranz (1996–2001) und ab 2001 als Bombardier Transportation. Bis 2005 war Michael Sohn als stellvertretender Teamchef für unterschiedliche Fahrzeugprojekte tätig. Ab 2006 leitete er das Industriedesign und war für die Region Mittel- und Osteuropa und die GUS-Staaten verantwortlich.
Von 2016 bis 2021 führte er das interne globale Netzwerk der Industrie-Designer, das Center of Competence für Industrial Design, dem alle bei Bombardier Transportation angestellten Designer angehören. Nach der Übernahme der Bombardier Schienenfahrzeugsparte 2021 durch Alstom wurde Sohn Mitarbeiter des erweiterten Design-Teams und führte seitdem die globalen Design-Studios bis zu seinem Ausscheiden 2023.
Neben seiner Tätigkeit als Industrie-Designer beschäftigt er sich mit Schifffahrts- und Schiffbaugeschichte. Die Bekanntschaft mit dem Berliner Maler und Grafiker Georg Seyler hat ihn hierin maßgeblich geprägt. Daraus entstanden Arbeiten im illustrativen und publizistischen Bereich für Zeitschriften und Verlage wie Modellbau heute, Alte Schiffe oder den Hinstorff Verlag. Seit 2012 publiziert er im Eigenverlag.
Michael Sohn lebt in Neuruppin.

## Produktdesign

### Gestaltete Produkte
- Metro der Linie 1 für Guangzhou[1], 1993
- Dieseltriebzug VT 612 (Regioswinger)[2], 1996
- Dieseltriebzug Itino, 2000
- Elektrotriebzug Talent 2, 2006
- Doppelstockzüge Twindexx Vario und Twindexx Express[3], 2008/2010
- Hochgeschwindigkeitszug ZEFIRO[4], 2010

### Bilder

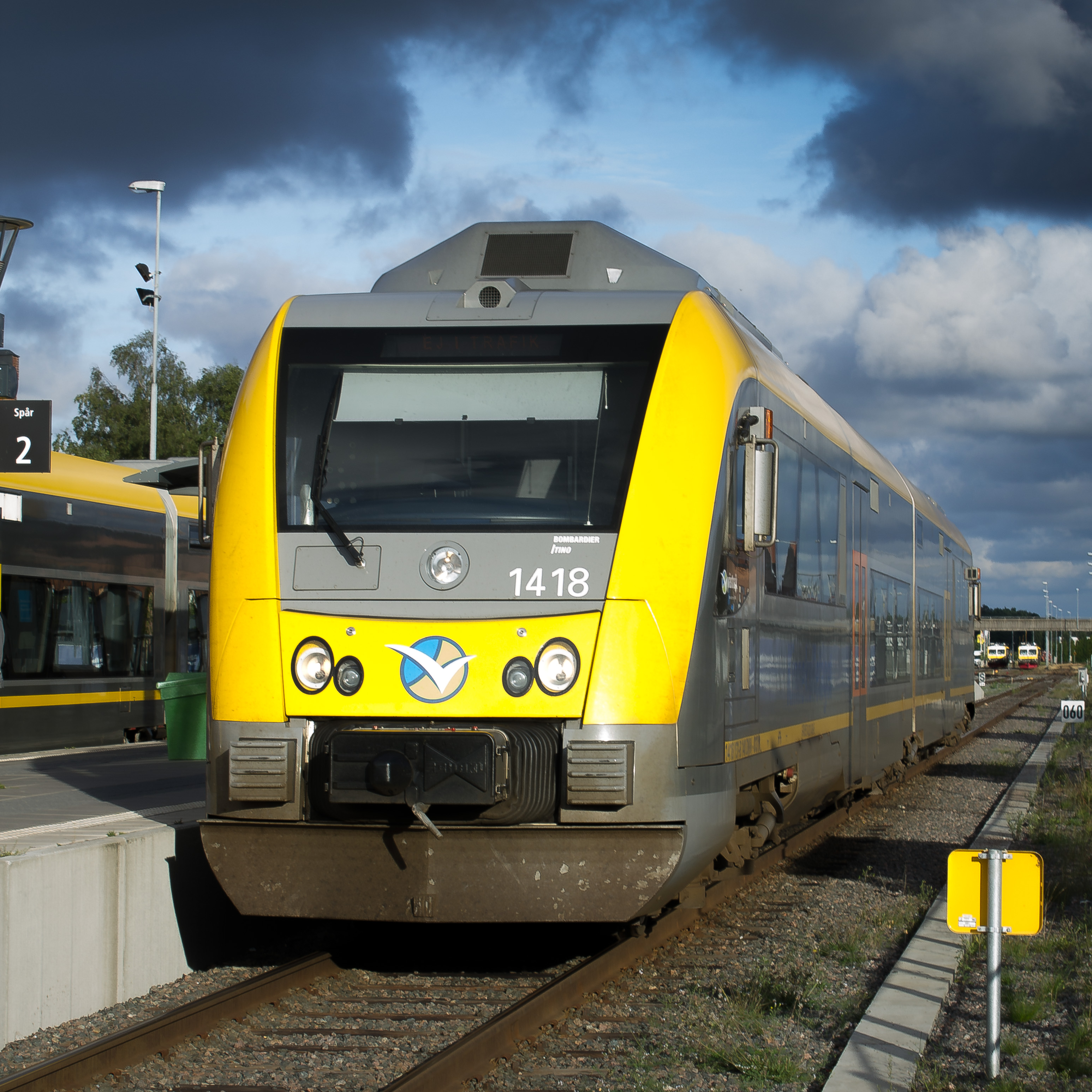
Dieseltriebzug Itino für einen schwedischen Regionalbahn-Betreiber
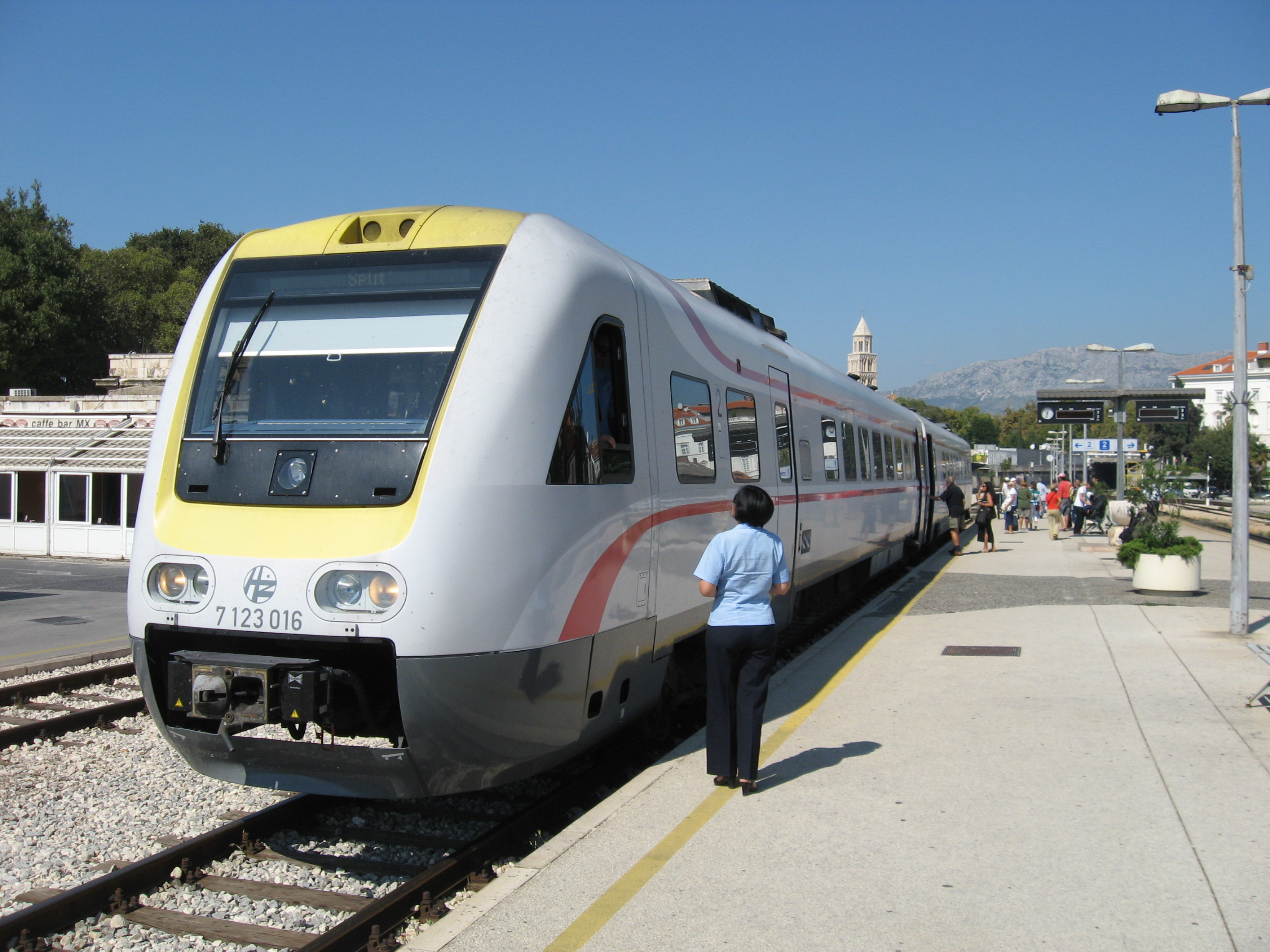
Dieseltriebzug Regioswinger für die Kroatische Staatsbahn
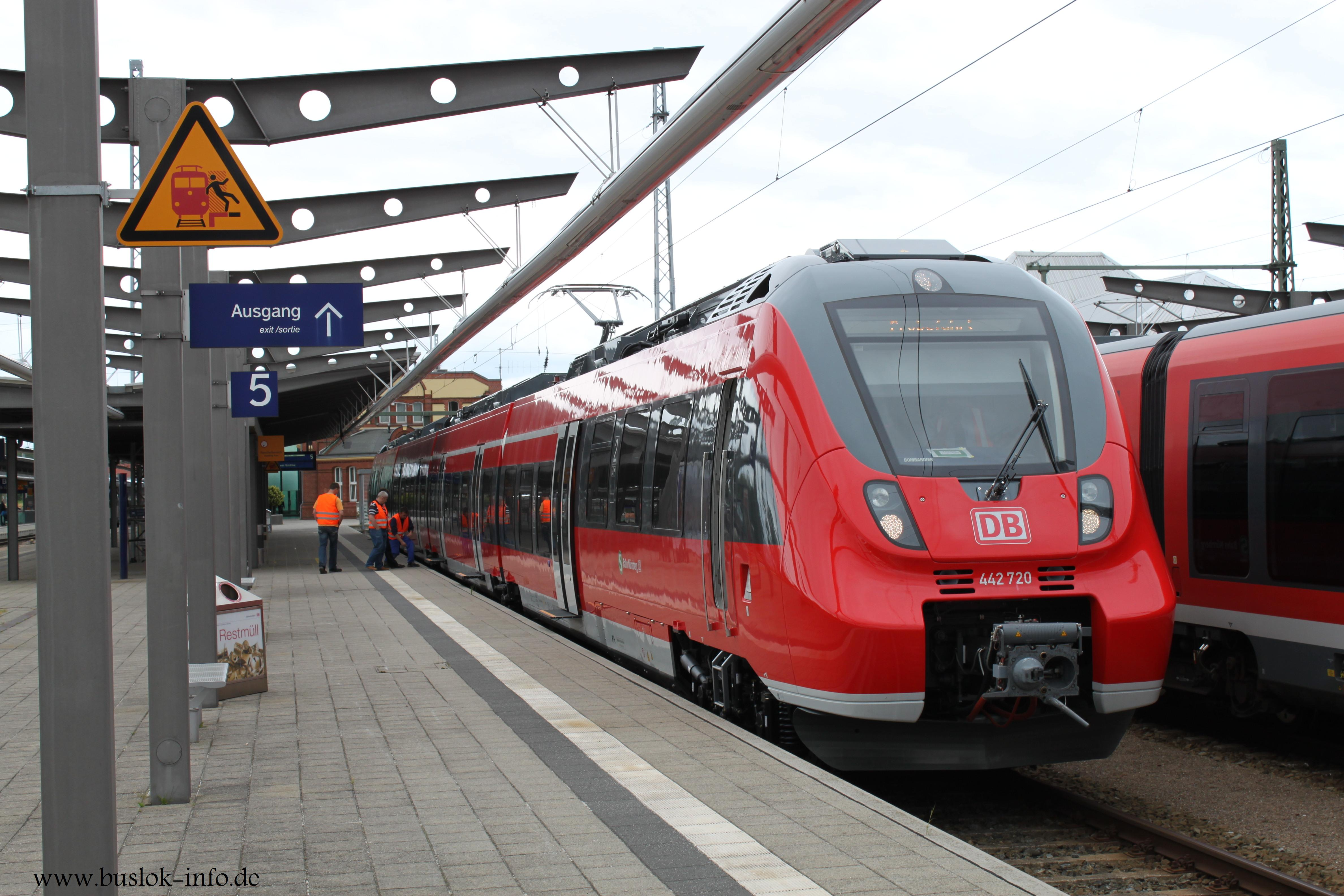
Elektrotriebzug Talent 2 der DB für die Rostocker S-Bahn
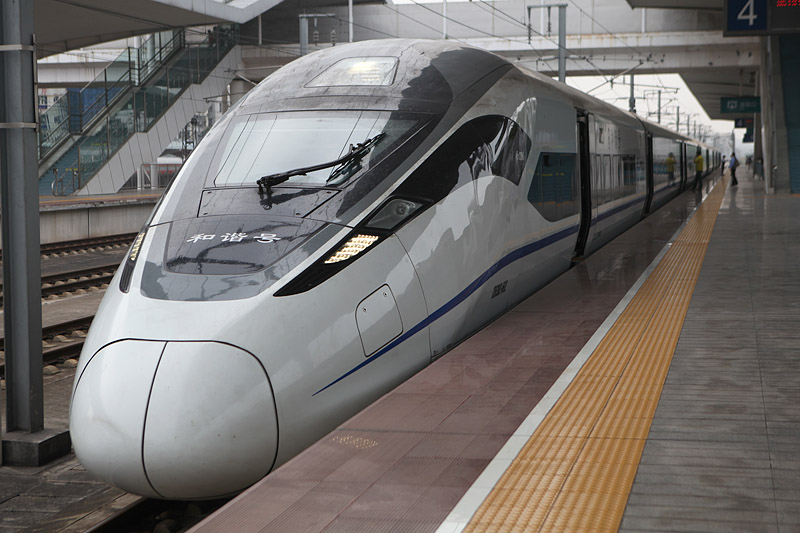
Testzug CRH380D (Zefiro 380) der chinesischen Staatsbahn in Guangzhou
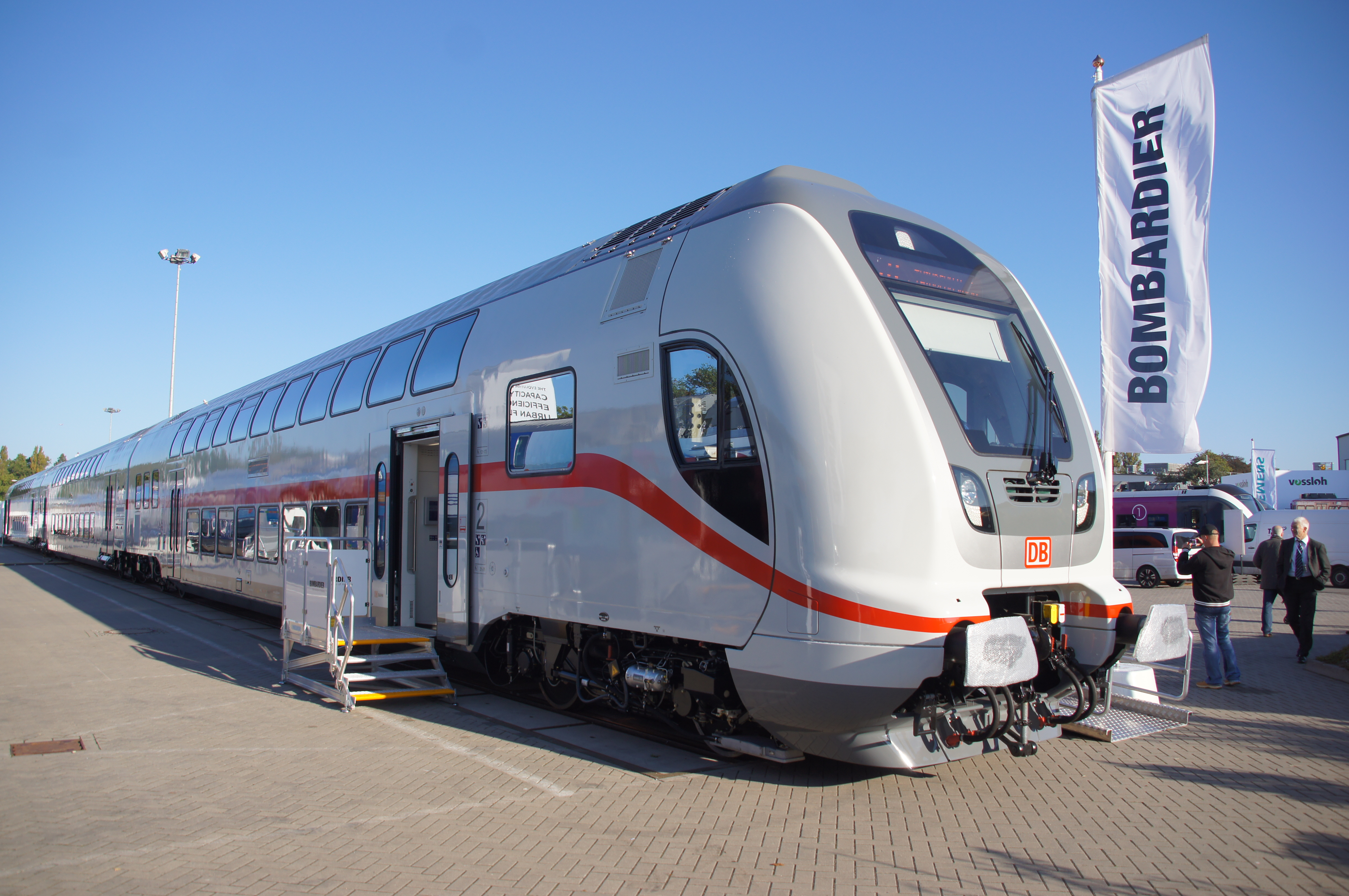
Doppelstockwagen TwindexxVario der DB für den Intercity-Verkehr
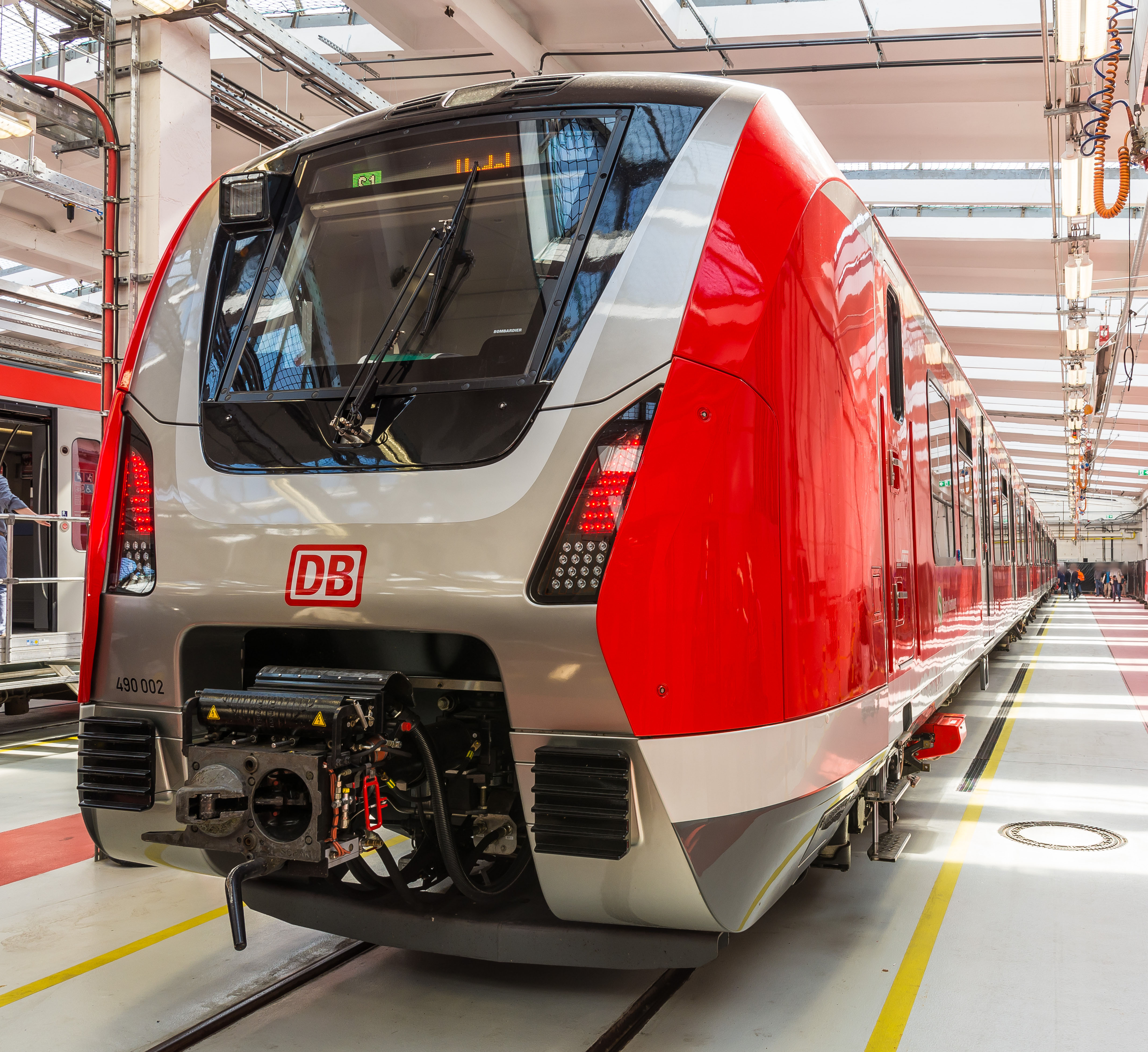
Triebzug BR 490 der S-Bahn Hamburg

## Auszeichnungen
- 1988, Designförderpreis der DDR[5]
- 2007, 2009, 2011, 2013, 2015 Good Design Award[6]
- 2012, 2014, iF Product Design Award[7]
- 2013, 2015, 2016 German Design Award[8][9][10]
- 2013, 2015, 2017, 2019 Designpreis Brandenburg[11][12][13]
- 2014, 2015, Red Dot Design Award (red dot)[14][15]

## Veröffentlichungen

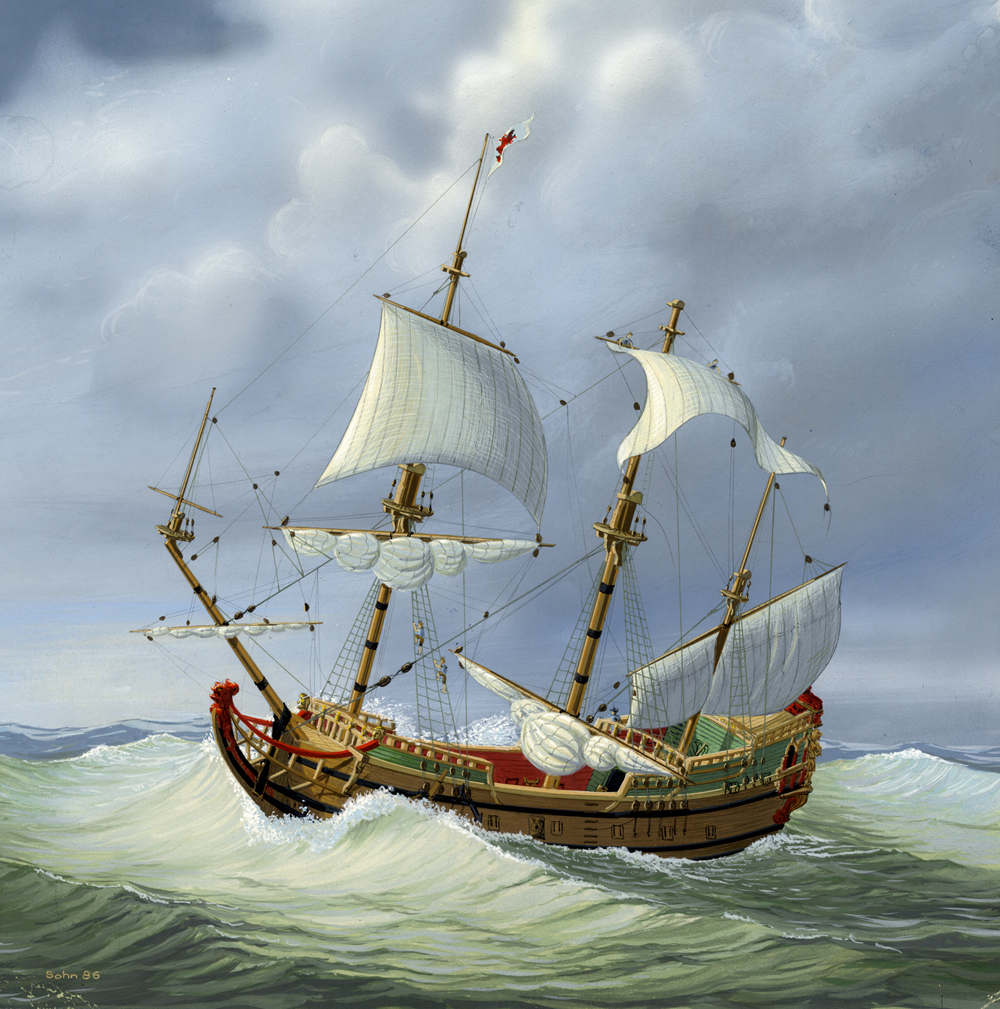
Illustration: Fregatte Berlin im Sturm, 1987

- Auf Flüssen und Kanälen, Transpress Verlag, 1988, Co-Illustrator zusammen mit Ch. Geyer und M. Gneckow, ISBN 3-344-00102-7
- Dreimastgaliot Friedrich Wilhelm der 2te von 1789, aus der Blauen Reihe des Hinstorff Verlag und Delius Klasing & Co, Rostock und Bielefeld 1990, Co-Autor zusammen mit Ch. Geyer und D. Lexow, ISBN 3-356-00323-2, ISBN 3-7688-0687-1
- Schiffe unter Dampf, aus der Schlüsselbuch-Reihe des Altberliner Verlag, Berlin 1991, ISBN 3-357-00122-5
- Maritime Landschaften, Book on Demand 2012, ISBN 978-3-8448-0938-1
- Kaffenkähne, Eigenverlag Michael Sohn 2013, ISBN 978-3-00-041659-0
- Hölzerne Fischereiboote der südlichen Ostseeküste, Eigenverlag Michael Sohn 2014, ISBN 978-3-00-044904-8
- Georg Seyler 1915–1998 – Malerei vom Schiff und seiner Landschaft, Eigenverlag Michael Sohn 2015, ISBN 978-3-00-049526-7
- Diverse Zeitschriftenartikel in Modellbau heute, 1984–1993
- Diverse Zeitschriftenartikel in ModellWerft, 1993–1995
- Diverse Zeitschriftenbeiträge in Alte Schiffe 1990–1995
- Ein Vierteljahrhundert Schienenfahrzeugdesign aus Hennigsdorf (1981–2006) in Eisenbahntechnische Rundschau (ETR) 4/2007, S. 224–226
- Das Interieur des TWINDEXX Express – Eine Design-Herausforderung in Eisenbahntechnische Rundschau (ETR) 11/2016, S. 42–46[16]
- Von Polten und Quatzen – Pommersche Fischerei- und Händlerfahrzeuge, Eigenverlag Michael Sohn 2016, Co-Autor mit Helmut Olszak und Herausgeber, ISBN 978-3-00-052098-3
- Historische Innungsmodelle – Schätze im Regionalmuseum Oranienburg, Eigenverlag Michael Sohn 2019, ISBN 978-3-00-061887-1
- Pommersche Segelkähne – Dreimastig auf Haff und Bodden, Eigenverlag Michael Sohn 2022, ISBN 978-3-00-071169-5

## Ausstellungsbeteiligungen
- 1984: Arbeitskreis für Schiffahrts- und Marinegeschichte, Berlin Stadtbibliothek
- 1986: Verband Bildender Künstler der DDR, Sektion Gebrauchsgrafik, Visuell86, Berlin, Ausstellungszentrum am Fernsehturm
- 1986: Verband Bildender Künstler der DDR, Erste Ausstellung Berliner Junger Künstler, Berlin, Ausstellungszentrum am Fernsehturm
- 1987: Verband Bildender Künstler der DDR, X. Kunstausstellung der DDR, Dresden
- 1989: Arbeitskreis für Schiffahrts- und Marinegeschichte / NAVIGA, Berlin, Ausstellungszentrum am Fernsehturm
- 1989/1990: Verband Bildender Künstler der DDR, Sektion Kunsthandwerk und Formgestaltung, Kunst und Form, Berlin, Ausstellungszentrum am Fernsehturm
- 1993: Internationales Design Zentrum Berlin (IDZ), Neue Länder – Neue Wege, Potsdam, Leipzig, Erfurt, Frankfurt a. M.,Dresden, Hannover, New York
- 2012: Soziokulturelles Zentrum Ratz-Fatz e. V., Maritime Zeichnung – Maritime Illustration, Berlin

## Medienecho
- Nikolaus Doll (Autor): Viele Züge sind zu hässlich für die Welt, in Die Welt vom 23. April 2008[17]
- Ulrich Bergt: Designer geben Zügen ein „Gesicht“, in Märkische Allgemeine (MAZ) vom 4. Februar 2008, S. 15 und 19
- Armin Scharf (Autor): Eine sehr spezielle Branche, in Design Report 05/2010[18]
- Eisenbahn Kurier[19]
- Autodesk Customer Success Story[20]
- Gesicht der Zukunft in Privatbahn Magazin, 5/2012, S. 12–16
- Roland Becker (Autor): Eine S-Bahn ohne Kinderkrankheiten, in Oranienburger Generalanzeiger vom 30. April 2014[21]
- Peter Neumann (Autor): Die neuen S-Bahn-Züge stehen für Berlin, in Berliner Zeitung vom 29. April 2014[22]
- Gerald Dietz (Autor): Gleisjets und Hamsterbacken, in Märkische Allgemeine (MAZ) vom 23. Juni 2014, S. 32
- Armin Scharf (Autor): Designer für alles, in Design Report 04/2014, S. 11
- Where Technology Meets Aesthetics in Move, Bombardier Kunden Magazin, 09/2014, S. 18[23]
- Armin Scharf (Autor): IM ZUG DER ZEIT, in Design Report 06/2016, S. 60–64
- Wie fahren wir glücklich U-Bahn, Herr Sohn?, Kurzinterview in Der Spiegel 2017/7
- Excellence by Design in Move, Bombardier Kunden Magazin, 09/2017,[24]
- Jana Kugoth: Auf Distanz, in Der Tagesspiegel, 27. August 2020
- Dennis Kazooba, Thorsten Mumme: Besser doppelt, in Der Tagesspiegel, 10. Mai 2022
- Adrian Schulz: Altes Eisen Bahnabteil, in Der Tagesspiegel, 19. Mai 2022
- Auf einen Schnack mit, in bahn manager, 6/23, S. 36
- Marco Paetzel, Der Designer des Talent 2 nimmt Abschied, in Märkische Allgemeine Zeitung (MAZ) vom 11./12. November 2023
- Jessica Hanack, Was macht einen guten Zug aus? in Berliner Morgenpost vom 12. Nov. 2023
- Eberhard Krummheuer, Tanz an der Kette, in Frankfurter Allgemeine Sonntagszeitung vom 4. Febr. 2024